# Dermestíneos
Dermestíneos (Dermestinae) é uma subfamília de coleópteros da família Dermestidae.

## Tribos
- Dermestini Latreille, 1804
- Marioutini Jakobson, 1913